# Panjkov ponor-Varićakova špilja sustav
Panjkov ponor-Varićakova špilja sustav este o arie protejată (sit de importanță comunitară — SCI) din Croația întinsă pe o suprafață de 0,78 ha, integral pe uscat.

## Localizare
Centrul sitului Panjkov ponor-Varićakova špilja sustav este situat la coordonatele 45°00′57″N 15°43′25″E / 45.015802°N 15.72372°E.

## Înființare
Situl Panjkov ponor-Varićakova špilja sustav a fost declarat sit de importanță comunitară în iulie 2013 pentru a proteja 2 specii de animale.

## Biodiversitate
Situată în ecoregiunea alpină, aria protejată conține 1 habitat natural: Peșteri inaccesibile publicului.
La baza desemnării sitului se află mai multe specii protejate de  mamifere (2): liliacul mediteranean cu potcoavă (Rhinolophus euryale), liliacul mic cu potcoavă (Rhinolophus hipposideros).